# WOW WORLD
株式会社WOW WORLD（ワオワールド、英: WOW WORLD Inc.）は、インターネットを利用した販売活動を支援するパッケージソフト「WEBCAS（ウェブキャス）」の開発・販売を主力に扱う会社。
本項では、持株会社である株式会社WOW WORLD GROUP（WOW WORLD GROUP Inc.）に関しても記述する。

## 沿革
- 1995年4月 - ホームページ制作（現・受託開発事業）を目的として、資本金1,000万円で東京都品川区大井に株式会社エイジア設立。
- 1997年6月 - ウェブサイトの受託開発を中心とした事業（現・受託開発事業）を開始。
- 1998年6月 - 本社を東京都品川区東大井に移転。
- 2000年4月 - 本社を東京都品川区東品川に移転。
- 2003年1月 - 日本証券業協会のグリーンシートエマージング銘柄に指定される。
- 2005年10月 - 東京証券取引所マザーズに株式を上場。
- 2006年
  - 4月 - 株式会社東京テレマーケティングと合弁で、当社連結子会社となる株式会社エイジアコミュニケーションズを設立。
  - 5月 - 本社を東京都東品川に移転。
- 2008年
  - 2月 - 経営資源を強みのある領域に集中させるため、子会社のエイジアコミュニケーションズを解散。
  - 4月 - 本社を東京都品川区南大井に移転。
- 2010年5月 - 本社を東京都品川区西五反田に移転。
- 2011年1月 - チャイナテレコムブランドのSaaSサービスとして中国市場に本格進出。
- 2016年8月 - 市場選択制度により東京証券取引所第二部に市場変更。
- 2017年12月 - 東京証券取引所第一部に指定替え。
- 2018年
  - 8月 - 株式会社ままちゅ（完全子会社）を設立。
  - 9月 - ベビー服ECサイト「べびちゅ」の事情譲受によりEC事業を開始。
- 2020年
  - 1月 - クラウドセキュリティの国際規格「ISO/IEC 27017」の認証を取得。
  - 4月 - 大阪府大阪市淀川区西中島に大阪オフィスを開設。
  - 5月 - 日本成長投資アライアンス株式会社と資本業務提携。
  - 10月 - 株式会社CONNECTY HOLDINGを子会社化。
- 2021年
  - 4月 -「WEBCAS」シリーズの導入企業が7,000社を突破。
  - 7月 - 株式会社WOW WORLDに社名変更。
- 2022年
  - 7月 - 「WEBCAS」シリーズの導入企業が8,000社を突破。
  - 10月 - 単独株式移転により株式会社WOW WORLD GROUPを設立し、持株会社体制に移行。株式会社WOW WORLDに代わり、株式会社WOW WORLD GROUPが東京証券取引所プライム市場に上場[2]。
- 2023年
  - 1月 - 株式会社ままちゅの解散を決定。
  - 3月 - 日本成長投資アライアンス傘下の株式会社JG16が株式会社WOW WORLD GROUPに対し株式公開買付けを実施し、68.56%の株式を取得[3]。
  - 6月 - 株式会社WOW WORLD GROUPが東京証券取引所プライム市場上場廃止。株式併合により株式会社JG16の完全子会社となる[4]。
  - 10月 - アプリプッシュ・アプリ内メッセージ配信システム「WEBCAS app push」を発売

## 関連会社
- 株式会社コネクティ
- 株式会社FUCA